# Эмиль Блонски (Кинематографическая вселенная Marvel)
Эми́ль Бло́нски (англ. Emil Blonsky), также известный как Ме́рзость (англ. Abomination) — персонаж медиафраншизы «Кинематографическая вселенная Marvel», основанный на одноимённом злодее комиксов издательства Marvel Comics.
Эмиль Блонски — офицер Королевской морской пехоты Великобритании русского происхождения, нанятый генералом Таддеусом Россом для охоты на Брюса Бэннера / Халка. Блонски добровольно соглашается на введение себе экспериментальной версии сыворотки суперсолдата, которая увеличивает его физические возможности до сверхчеловеческого уровня. Жаждая превзойти Халка, Блонски заставляет доктора Сэмюэля Стернса ввести ему кровь Бэннера, вследствие чего Эмиль превращается в звероподобного монстра, подобного Халку, и устраивает хаос в Гарлеме, однако в битве с Халком терпит поражение. За буйство в Гарлеме Блонски содержался под стражей в тюрьме супермаксимальной безопасности в Калифорнии. К 2025 году он восстановил контроль над собой, смягчился и вновь обрёл человеческий облик; после четырнадцати лет заключения был условно-досрочно освобождён с условием, что не будет принимать облик Мерзости. Вскоре за нарушение условия Блонски был снова помещён под арест, после чего с помощью Вонга сбежал в Камар-Тадж.
Роль Эмиля Блонски в Кинематографической вселенной Marvel исполняет британский актёр Тим Рот. По состоянию на 2023 год персонаж появился в двух фильмах: «Невероятный Халк» (2008) и «Шан-Чи и легенда десяти колец» (2021), а также в короткометражном фильме «Консультант» (архивные кадры) и сериале «Женщина-Халк: Адвокат» (2022). Альтернативная версия персонажа появится в предстоящем мультсериале «Зомби Marvel» (2024).

## Концепция и создание

### Первое появление персонажа
Созданный Стэном Ли и Гилом Кейном, Мерзость дебютировал в Tales to Astonish #90 (апрель 1967) и был представлен как агент КГБ и шпион, который мутировал после того, как намеренно подверг себя большей дозе гамма-излучения, чем Брюс Бэннер — вследствие чего превратившийся в Халка, — используя аппарат, который Бэннер планировал использовать для самоубийства. В своём первом появлении Блонски стал большим чешуйчатым гуманоидом, более сильным, чем Халк. В соответствии с пожеланиями Стэна Ли, Мерзость победил Халка в их первой битве.

### Кастинг и исполнение

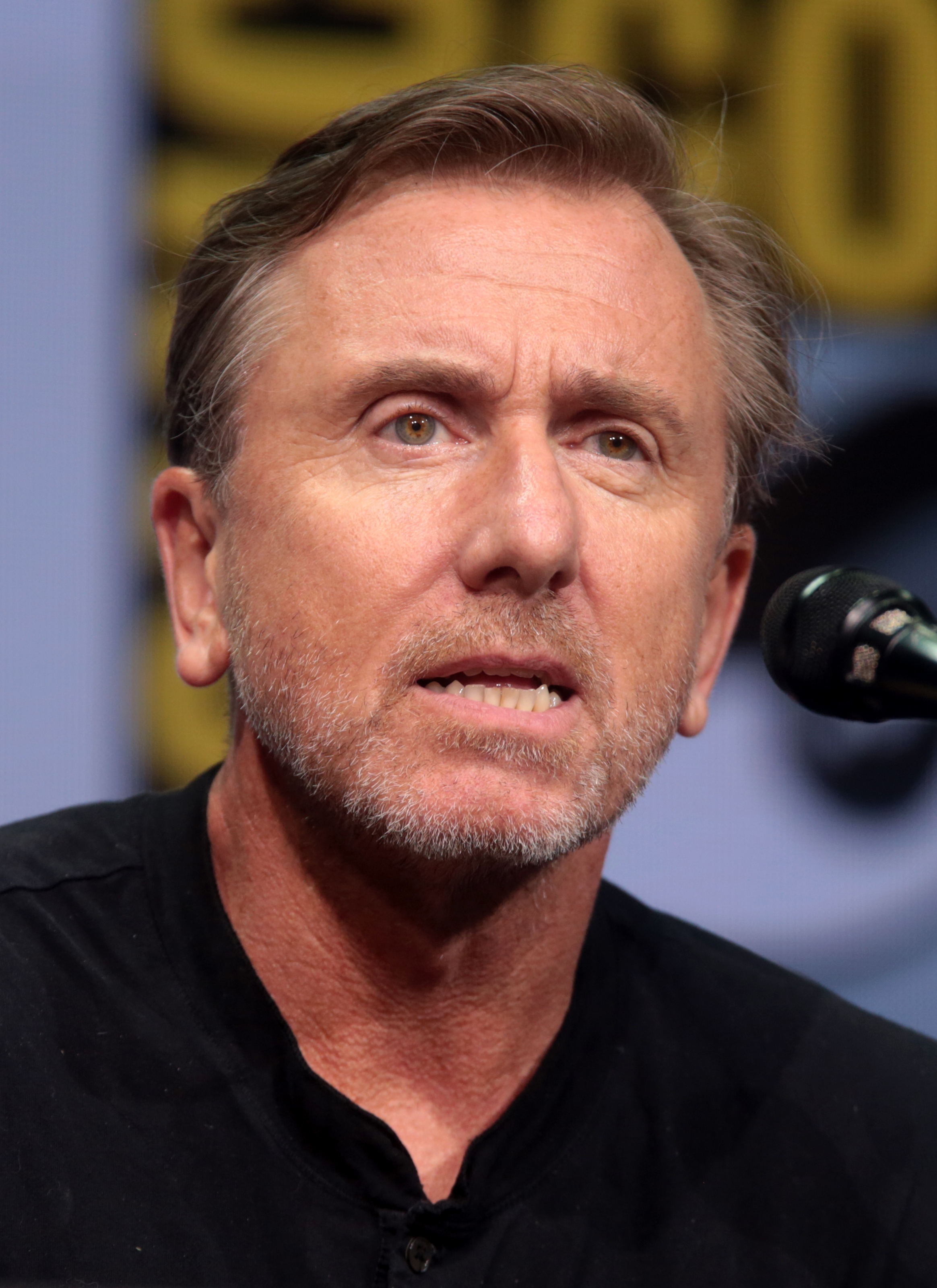
Тим Рот, исполнитель роли Эмиля Блонски / Мерзости, на San Diego Comic-Con в 2017 году

Тим Рот заявил, что согласился на роль Эмиля Блонски, чтобы порадовать своих сыновей, которые являются поклонниками супергероев из комиксов. Будучи подростком, Рот был поклонником телесериала 1970-х годов «Невероятный Халк», и посчитал идеи Луи Летерье «очень мрачными и очень интересными». Именно Тим Рот предложил создателям фильма представить Эмиля Блонски как солдата, так как в комиксах Блонски был агентом КГБ. Летерье был поклонником творчества Рота и считал, что «здорово наблюдать, как обычный парень кокни становится супергероем!», но Marvel Studios и Эдвард Нортон сначала не хотели брать его на роль. Изначально Рэй Стивенсон должен был исполнить роль Блонски, однако после отказался, так как получил главную роль в фильме «Каратель: Территория войны». Готовясь к роли, Тим Рот прошёл военную подготовку с группой канадских специалистов, которые, по словам Рота, «знали своё дело». Роту было трудно сниматься в сценах погонь, потому что показать способности Блонски он не мог. Особенно ему было трудно бежать, когда его толкало благодаря специальной передвижной системе с противовесом, которая использовалась, чтобы показать способности Блонски к бегу со скоростью 30-40 миль в час. Сирил Рафаэлли выполнял некоторые трюки Рота. Тиму Роту понравился захват движения, который напомнил ему театр Fringe, и он нанял своего тренера из «Планеты обезьян» (2001), чтобы тот помог ему изобразить движения монстра.
В сериале «Женщина-Халк: Адвокат» Тиму Роту было трудно вновь исполнить роль своего персонажа. Он заявил: «Я снялся в „Невероятном Халке“ [играя Эмиля Блонски, также известного как Мерзость] несколько лет назад, просто потому, что думал, что мои дети будут смущены этим. Я сделал это для них, и мне очень понравилось. Поэтому, когда ко мне подошли и сказали: „Мы адаптируем Женщину-Халка. Не могли бы вы снова сыграть этого персонажа?“ Я сказал: „Конечно. Это должно быть весело“. Я был очень удивлён, потому что сначала было трудно. Только когда Марк Руффало пришёл снимать свой материал [повторное исполнение роли Брюса Бэннера], я сказал: „О, вот как ты это делаешь! С чувством юмора!“».

### Внешний вид и специальные эффекты
Луи Летерье изменил дизайн Мерзости по сравнению с комиксами, потому что ему показалось, что зрители будут задаваться вопросом, почему он похож на рыбу или рептилию, а не на «сверхчеловека», как Халк. Скорее всего его отвратительность обусловлена тем, что в его кожу, мышцы и кости многократно вводили инъекции, создав существо с выступающим позвоночником и острыми костями, которые он может использовать для нанесения ударов. Его зелёная кожа бледна и отражает свет, поэтому она кажется оранжевой из-за окружающего огня во время финальной битвы. Исполнители захвата движения, включая Тима Рота, пытались заставить персонажа вести себя менее грациозно, чем Халк. Они смоделировали его позу и то, как он поворачивает голову, как акула. У персонажа также есть татуировки Рота. В фильме рост Мерзости составляет 11 футов (335 см). Летерье хотел использовать заострённые уши для персонажа, но понял, что Халк откусит их (на примере Майка Тайсона, когда тот дрался с Эвандером Холифилдом), и решил, что игнорирование этого факта сделает Халка глупым.
В фильме «Шан-Чи и легенда десяти колец» (2021) дизайн Мерзости был изменён в пользу комиксов. Доминик Циммерле, супервайзер по визуальным эффектам «Шан-Чи», рассказал: «Мы начали с концепт-арта из художественного отдела Marvel, оригинального дизайна 2008 года и информации о самых последних разработках по Халку. Прежде всего, мы начали детализировать информацию, полученную из предоставленного концепт-арта: мы искали сведения о том, как может выглядеть каждая часть Мерзости. Например, какие материалы должны быть у роговых частей, как будут вести себя пластины под кожей, что с его плавниками. Мы играли с различными уровнями смешивания между 3D-представлением лица Тима Рота и оригинальным Мерзостью, пока не нашли что-то подходящее. Затем мы использовали все наши эталонные материалы для добавления деталей смещения и неровностей и параллельно работали над текстурами. В то же время наша команда по моделированию существ исследовала наилучшую настройку для скольжения кожи по подкожным пластинам, которые мы видим в области бицепсов и икр». Режиссёр «Шан-Чи» Дестин Дэниел Креттон ранее назвал новый облик персонажа «немного обновлённым» и «эволюцией во времени», добавив: «Мне очень нравится дизайн, который мы выбрали для этого персонажа. Он большой, страшный и выглядит очень круто».

## Биография персонажа

### Происхождение
Эмиль Блонски родился в России, а вырос в Англии, где поступил на службу в Королевскую морскую пехоту Великобритании, со временем получив звание майор. Блонски считается одним из самых грозных бойцов Вооружённых сил.

### Мутация

Эмиль Блонски в облике Мерзости во время событий фильма «Невероятный Халк»

Генерал Таддеус Росс посылает в Рио-де-Жанейро команду спецназа под руководством Блонски, чтобы захватить Брюса Бэннера, который скрывается от армии США, считающей его своей собственностью. От злости и высокого пульса Бэннер превращается в Халка и побеждает команду Блонски, при этом Эмилю удаётся выжить.
Росс объясняет, как Бэннер стал Халком и предлагает Блонски повышение до полковника, однако Эмиль отказывается из-за возраста и соглашается на введение себе небольшой дозы экспериментальной версии сыворотки суперсолдата, которую ввёл себе Бэннер несколько лет назад вместе с гамма-излучением, что и превратило его в Халка. Эффект сыворотки даёт Эмилю повышенную скорость, силу, ловкость и способность к регенерации, но также деформирует его скелет и нарушает рассудок.
Во второй раз на Бэннера нападают Росс и Блонски, что заставляет Брюса снова превратиться в Халка. Битва оказывается бесполезной для команды Росса, и он отступает, а Блонски, чей рассудок пошатнулся, нападает на Халка и издевается над ним. Однако, несмотря на новообретённые способности Эмиля, Халк переламывает почти все кости в его теле.
Блонски получил серьёзные травмы, после которых обычный человек становится либо инвалидом, либо умирает. Однако, благодаря воздействию его варианта сыворотки суперсолдата, Блонски полностью восстанавливается менее чем за 24 часа. Эмиля посещает генерал Росс и спрашивает о его самочувствии. Блонски заявляет, что «мечтает порвать [Халка] в третьем раунде».
Блонски присоединяется к силам Росса для третьей попытки взять Бэннера под стражу. Брюса захватывают и увозят на вертолёте, а Эмиль остаётся и приказывает доктору Сэмюэлю Стернсу ввести ему кровь Бэннера, так как он жаждет получить силы Халка. Стернс предупредил, что комбинация формулы суперсолдата и гамма-излучения может превратить его в «мерзость». Эмиля это не взволновало и Стернс применил заряд гамма-излучения, в результате чего Блонски мутировал в чудовищное существо, которое прозвали Мерзостью.
Мерзость устроил хаос и буйство в Гарлеме, пытаясь приманить Халка, который прибывает, прыгнув с вертолёта. Следует продолжительная и жестокая битва между монстрами, в процессе которой серьёзно разрушаются несколько районов города, и под угрозу ставятся жизни многих людей. В конечном итоге Халку удаётся победить Мерзость, почти задушив его цепью, но, услышав мольбу Бетти Росс, Халк пощадил Мерзость и оставил его генералу Россу, который взял его под стражу за хаос и разрушения в Гарлеме.

### Инициатива «Мстители»
Совет мировой безопасности хотел, чтобы Блонски присоединился к Инициативе «Мстители» из-за участия Эмиля в войне, а во всех разрушениях они планировали обвинить Брюса Бэннера. Нику Фьюри приказали попросить генерала Росса отпустить Блонски под стражу Щ.И.Т.а, однако Фьюри поручил агенту Филу Колсону найти способ выполнить приказ, но при этом сделать так, чтобы Блонски остался в тюрьме. В итоге на встречу с Россом пришёл Тони Старк с целью сорвать сделку, чтобы Блонски остался под стражей генерала. Старк смог разозлить Росса, и Блонски остался в тюрьме.

### Битва с Вонгом
В 2024 году Верховный чародей Вонг забирает Блонски из тюрьмы, чтобы сразиться с ним в подпольном бойцовском клубе «Золотые кинжалы» в Макао. После боя Вонг предлагает Блонски свободу, но Эмиль решает добровольно вернуться в тюрьму.

### Освобождение из тюрьмы

#### Первая встреча с Дженнифер Уолтерс
Юридическая компания Goodman, Lieber, Kurtzberg & Holliway (GLK&H), открывшая отдел сверхчеловеческого права, взялась за дело об условно-досрочном освобождении Эмиля Блонски. Для этого они наняли Дженнифер Уолтерс, двоюродную сестру Брюса Бэннера. Та сначала отказывается, мотивировав это враждой её брата с Блонски, но руководство заявляет, что если Дженнифер не возьмётся за это дело, то будет уволена. Уолтерс посещает Блонски в тюрьме, где застаёт его вернувшегося в человеческий облик. Блонски выставляет себя жертвой американского правительства, давшему ему сыворотку суперсолдата, превратившую его в чудовище. После этого Дженнифер разговаривает по телефону с Брюсом и, узнав, что тот больше не держит зла на Блонски, соглашается взять дело.

#### Прослушивание по условно-досрочному освобождению
После утечки видеозаписи боя Блонски и Вонга шансы первого получить условно-досрочное освобождение резко уменьшаются. Однако Блонски заявляет Уолтерс, что после боя вернулся в камеру по своей воле.
Во время слушания по делу Эмиля прибывает Вонг, рассказав комиссии о причине побега Блонски. На слушании также присутствуют несколько свидетелей, с которыми Блонски познакомился во время отбывания срока. Однако присяжных встревожил тот факт, что Блонски может в любой момент превратиться в неконтролируемого кровожадного монстра, вследствие чего Эмиль трансформируется в Мерзость, демонстрируя контроль над собой. В конечном итоге комиссия дарует Блонски условно-досрочное освобождение, с условием, что Эмиль будет носить ингибитор, предотвращающий его попытки превратиться в Мерзость.

#### Психотерапия с Женщиной-Халком
После освобождения, Блонски открывает собственный ретритный центр под названием Summer Twilights (с англ. — «Летние сумерки») и знакомится с Человеком-быком, Эль Агилой, Дикобразом, Сарацином и Крушителем, с которыми впоследствии проводит сеансы групповой психотерапии.
Спустя некоторое время в ретритный центр приезжают Уолтерс и Чак Доннелан — офицер по условно-досрочному освобождению, так как было обнаружено, что ингибитор Эмиля неисправен. Доннелан чинит ингибитор и уезжает. Уолтерс также собирается покинуть ретритный центр, но вынуждена остаться, так как Человек-бык и Эль Агила случайно разрушают её машину в процессе драки. Эмиль проводит экскурсию для Дженнифер по своему ранчо.
Позже Блонски устраивает сеанс групповой терапии, к которому присоединяются Уолтерс и Крушитель. Дженнифер рассказывает про Джоша — парня, с которым она познакомилась на свадьбе подруги, и про то, как он перестал отвечать на её сообщения. Эмиль и другие помогают Дженнифер принять себя такой, какая она есть, а также побуждают удалить данные Джоша со смартфона. Позже Уолтерс прощается с Блонски, Человеком-быком, Эль Агилой, Дикобразом, Сарацином и Крушителем и уезжает домой на экскалаторе.

#### Выступление перед «Интеллигенцией»
В ретритном центре Блонски проходит приватное мероприятие группы «Интеллигенция», в котором Блонски в облике Мерзости выступает в качестве мотивационного оратора, однако он не знает о ненависти «Интеллигенции» к Уолтерс. Позже на собрание приходит Уолтерс. Увидев её, Блонски возвращается в человеческий облик. После прибытия Уолтерс Тодд Фелпс, лидер «Интеллигенции», вводит себе вещество, созданное на основе крови Дженнифер, и превращается в Халка. Неожиданно на собрание прибывает Бэннер и нападает на Блонски. Увидев происходящее, Уолтерс ломает четвёртую стену и заставляет продюсеров удалить сюжетную линию со сражением Бэннера и Блонски и превращением Фелпса в Халка.
Блонски заключают в тюрьму на 10 лет за нарушение правил условно-досрочного освобождения, однако спустя некоторое время Вонг забирает Эмиля из тюрьмы и перемещается вместе с ним в Камар-Тадж.

## Альтернативные версии

### Превращение в зомби
Зомби-версия Мерзости появится в предстоящем мультсериале «Зомби Marvel» (2024).

## Появления
- Тим Рот исполняет роль Эмиля Блонски / Мерзости в фильме «Невероятный Халк» (2008).
- Мерзость ненадолго появляется в фильме «Шан-Чи и легенда десяти колец» (2021), где его озвучил Тим Рот. Дизайн персонажа был изменён в пользу версии персонажа из комиксов.
- Тим Рот вновь исполнил роль Эмиля Блонски / Мерзости в сериале «Женщина-Халк: Адвокат» (2022)[23].
- Альтернативная версия Эмиля Блонски / Мерзости в виде зомби появится в предстоящем мультсериале «Зомби Marvel» (2024)[2].

## Критика
Выступление Тима Рота в роли Эмиля Блонски получило в целом положительные отзывы. Обозревая «Невероятного Халка», Марк Ранер из The Seattle Times написал, что «Рот кажется странным выбором на роль Блонски. Он старше и выглядит немного слабаком. Но он хорошо изображает ненависть, и очень весело наблюдать за тем, как он, взбодрённый сывороткой суперсолдата (до трансформации), сражается с Халком». Кристи Лемайр из Associated Press назвала Мерзость «взбесившимся зверем», а Роджер Эберт из RogerEbert.com назвал Эмиля «Невероятным Блонски». Эрик Моро из IGN заявил: «Эмиль Блонски в исполнении Тима Рота (человеческий аналог Мерзости) немного загадочен, но опять же, это работает. Не зная слишком многого об истории персонажа, зрители, естественно, относятся к нему настороженно; это создаёт лёгкую „поддержку“ его окончательному погружению в безумие».
Николас Брукс из Comic Book Resources сказал, что новый облик Мерзости «великолепен, [но] ему не хватает ужасающей научной основы, которая сделала его первый облик таким страшным и вдохновляющим».
Эмиль Блонски / Мерзость занял 59 место из 73 в списке лучших злодеев Кинематографической вселенной Marvel по версии Looper. В списке лучших злодеев КВМ по версии BuzzFeed News Блонски занял 43 место из 66.